# 31836 Poshedly
2000 BU34 (asteroide 31836) é um asteroide da cintura principal. Possui uma excentricidade de 0.15067510 e uma inclinação de 5.46507º.
Este asteroide foi descoberto no dia 30 de janeiro de 2000 por CSS em Catalina.